# Banderia Prutenorum

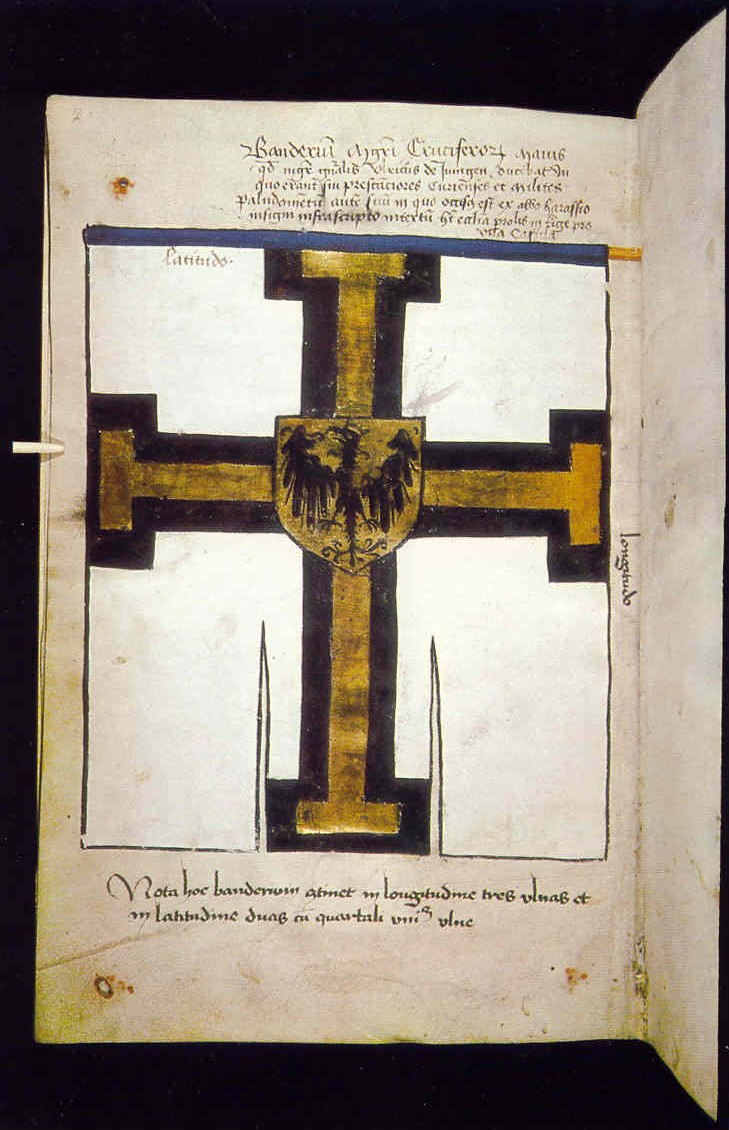
Jedna z kart Banderia Prutenorum przedstawiająca chorągiew większą wielkiego mistrza

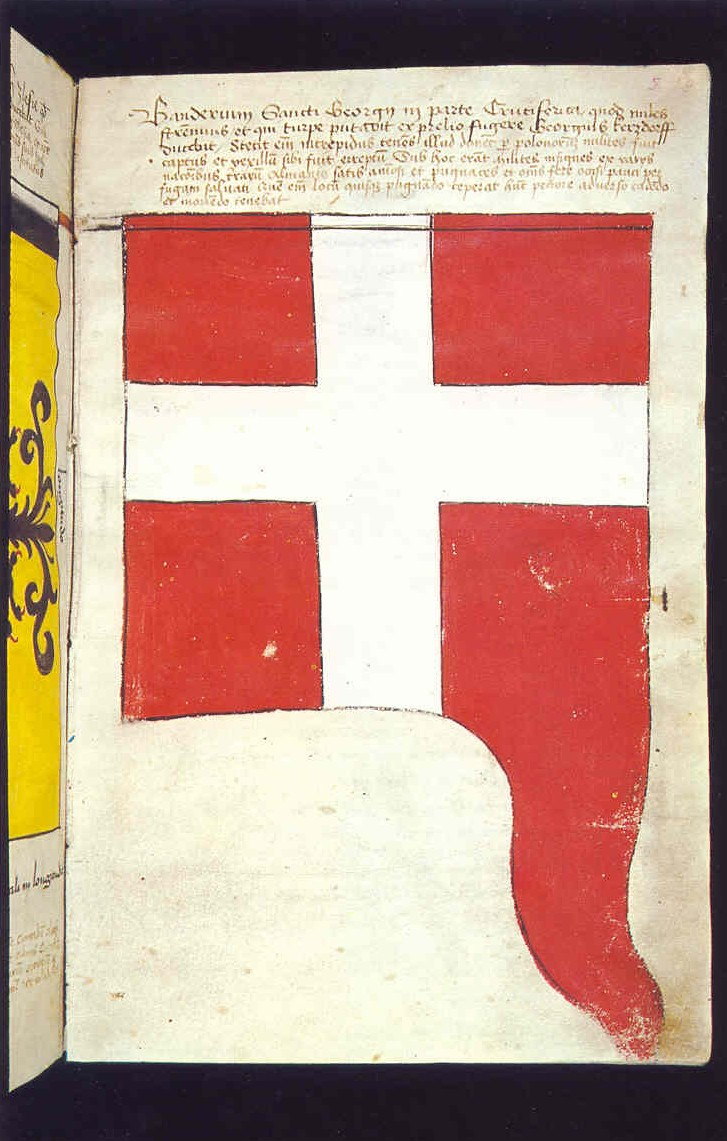
Karta przedstawiająca chorągiew świętego Jerzego

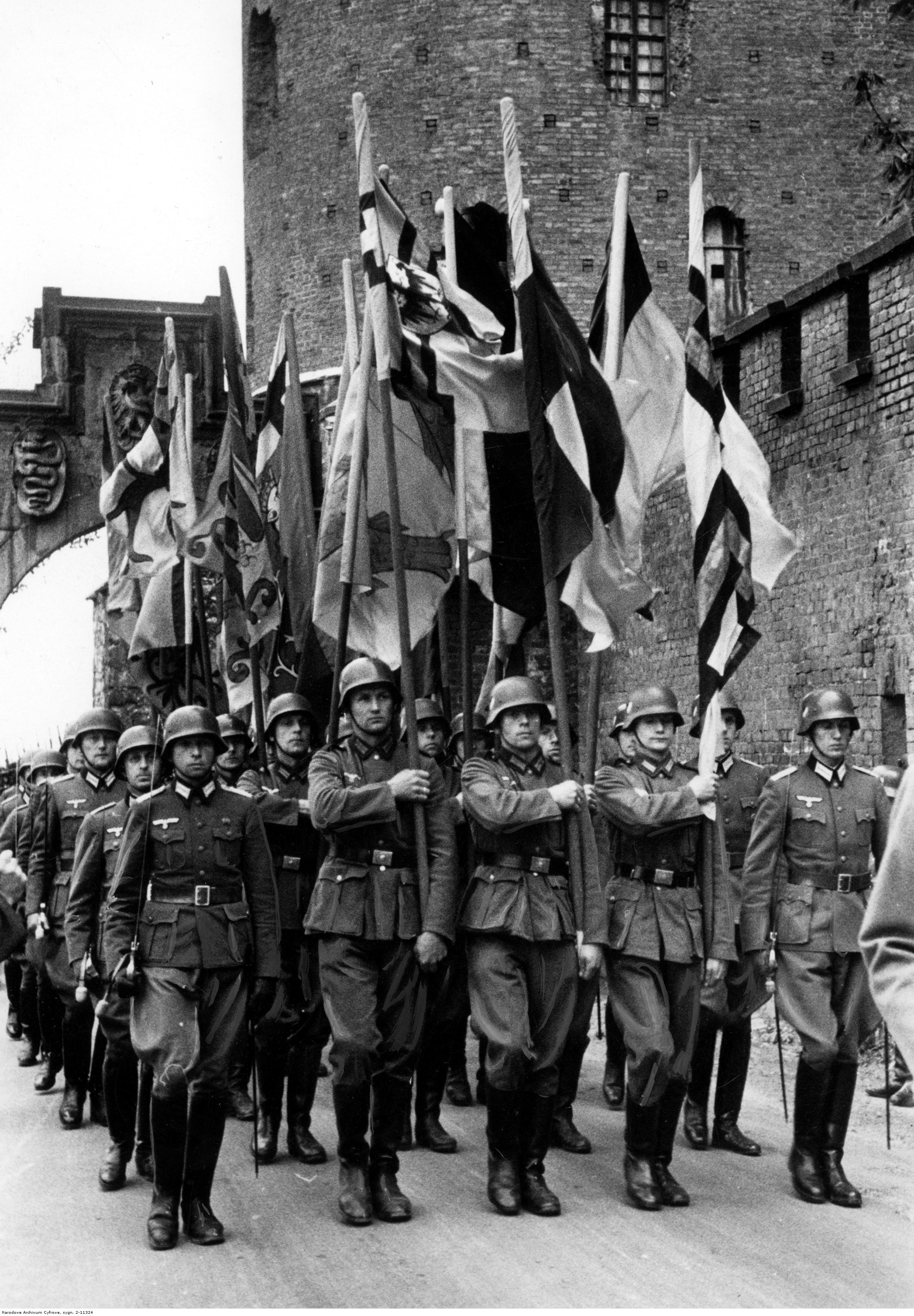
Żołnierze Wehrmachtu z kopiami chorągwi krzyżackich wykonanymi na podstawie Banderia Prutenorum, Wawel 1940

Banderia Prutenorum – rękopis w języku łacińskim pochodzący z 1448, autorstwa Jana Długosza, zawierający ilustracje i opisy 56 chorągwi krzyżackich. Banderia Prutenorum była pierwszym i jedynym wykonanym w średniowieczu, bez mała kompletnym zestawieniem chorągwi całej armii, a zarazem pierwszym dziełem historycznym Jana Długosza. Dzieło składa się z 48 pergaminowych arkuszy o wymiarach 18,6 × 29,3 cm, ilustrowanych przez krakowskiego malarza Stanisława Durinka.

## Losy dzieła Długosza i chorągwi krzyżackich
Chorągwie krzyżackie opisane w dziele Długosza zostały zdobyte przez Polaków i Litwinów w bitwach z Krzyżakami w latach 1410–1431. Część chorągwi, zwłaszcza zdobytych pod Grunwaldem trafiła zapewne za pośrednictwem wielkiego księcia litewskiego Witolda do katedry w Wilnie. Tam niestety prawdopodobnie spłonęła w 1530 bez śladu. Długosz opisuje tylko te chorągwie, które trafiły do Krakowa. 51 z nich zdobyto pod Grunwaldem, jedną w bitwie pod Koronowem i 4 sztuki, niedaleko Nakła, pod Dąbkami 13 września 1431. Wszystkie chorągwie zostały umieszczone jako wota w katedrze wawelskiej, w kaplicy św. Stanisława, patrona Królestwa Polskiego.
W 1447 z okazji koronacji króla Kazimierza przybyło liczne poselstwo państwa krzyżackiego. Jan Długosz, korzystając z wiedzy i pomocy przybyłych posłów, sporządził kompletny opis zdobytych chorągwi. Do opracowania Długosz zamówił kolorowe podobizny chorągwi. Wykonał je krakowski malarz Stanisław Durink. Była to pierwsza dokumentacja historyczna, jaka powstała w Polsce. Powstała z pełną świadomością, Długosz napisał bowiem, iż gdy oryginalne chorągwie z biegiem lat spłowieją i ulegną zniszczeniu, na podstawie rycin można będzie sporządzić ich kopie. Zapewne kierowany tą samą myślą, wkrótce po napisaniu Banderia Prutenorum Długosz zajął się polskimi chorągwiami tworząc dzieło Insignia seu clenodia Regis et Regni Poloniae, będące pierwszym polskim herbarzem. Tym samym Jan Długosz, oprócz miana pierwszego polskiego historyka, może być uważany za twórcę polskiej heraldyki.
W połowie XVI wieku chorągwie oglądał heraldyk Bartosz Paprocki, który umieścił ich opisy w swoim herbarzu. Pod koniec XVI wieku Joachim Bielski zanotował, że chorągwie wprawdzie wiszą w katedrze, lecz są pokryte kurzem, spod którego niewiele już widać. Później wymienia je jeszcze przewodnik po kościołach krakowskich z 1603. Dalsze szczegółowe losy chorągwi trudne są już do ustalenia. Można np. spotkać się z poglądem, że kres ich istnieniu, a przynajmniej większości z nich, położył najazd szwedzki. Istnieje też wzmianka z końca XVIII wieku, z której wynika, że kilka chorągwi miał odnaleźć rewizor skarbca katedralnego Tadeusz Czacki i wystawić na zamku wawelskim w roku 1789 wraz z klejnotami i insygniami koronnymi, przechowywanymi w Skarbcu Koronnym. Prawdopodobnie to te właśnie chorągwie („jakieś chorągwie krzyżackie”) miały zostać przewiezione w 1797 do Muzeum Wojskowego w Wiedniu.
Chorągwie krzyżackie znajdowały się w katedrze do 1797 po czym zostały wywiezione przez Austriaków do Wiednia i ślad po nich zaginął. W 1900 przy okazji zbiórki na odnowę Wawelu wykonano 50 chorągwi. W okresie międzywojennym, w latach 1937–1939 wykonano dalsze kopie chorągwi krzyżackich (32) i zawieszono je na Wawelu. 18 maja 1940 władze Generalnego Gubernatorstwa z pełnymi honorami wojskowymi przekazały kopie do Malborka wraz z oryginałem rękopisu Długosza. Część z nich zaginęła podczas wojny, niektóre przetrwały. Ambasada Polska w Londynie zakupiła rękopis Banderii, który znalazł się w londyńskim antykwariacie, i przekazała do stolicy. Obecnie Banderia Prutenorum przechowywana jest w bibliotece Uniwersytetu Jagiellońskiego w Krakowie. W 1962 odtworzono 7 kolejnych sztandarów. Pozostałe 36 chorągwi zostało zrekonstruowanych w ostatnich latach w Pracowni Konserwacji Tkanin Zamku Królewskiego na Wawelu. Prace nad ich odtworzeniem zostały ukończone w październiku 2009.

## Chorągwie
- w kolejności podanej przez Długosza

Chorągiew wielkiego mistrza większa
Chorągiew wielkiego mistrza mniejsza
Chorągiew zakonu krzyżackiego
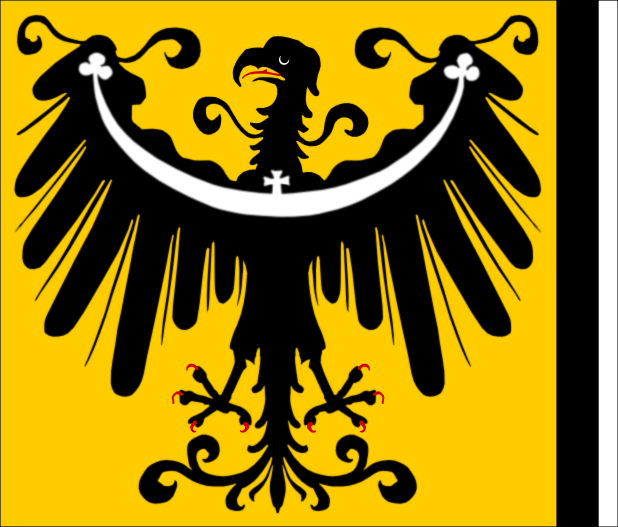
Chorągiew księcia oleśnickiego Konrada VII Białego
Chorągiew świętego Jerzego
Chorągiew miasta Chełmna
Chorągiew Podskarbiego Zakonu
Chorągiew biskupa pomezańskiego
Chorągiew komturii i miasta Grudziądza
Chorągiew komturii i miasta Bałgi
Chorągiew komturii i miasta Kowalewa
Chorągiew miasta Królewca
Chorągiew komturii starogrodzkiej[4][5]
Chorągiew biskupstwa sambijskiego
Chorągiew komturii i miasta Tucholi
Chorągiew Wielkiego Komtura Konrada Lichtensteina ze Sztumu
Chorągiew zamku i komturii Nieszawy
Chorągiew zaciężnych rycerzy z Westfalii
Chorągiew wójtostwa i miasta Rogóźna
Chorągiew komturii i miasta Elbląga (lub według Długosza Gdańska)
Chorągiew komturii i miasta Pokrzywna
Chorągiew komturii i miasta Brodnicy
Chorągiew biskupstwa chełmińskiego
Chorągiew zamku Bratian i Nowego Miasta
Chorągiew miasta Braniewa
Chorągiew zaciężnych rycerzy Świętego Cesarstwa Rzymskiego
Chorągiew zaciężnych rycerzy szwajcarskich
Druga chorągiew komturii i miasta Elbląga
Chorągiew komturii żuławskiej (lub według Długosza miasta Łasina)
Chorągiew mieszczan elbląskich
Chorągiew komturii i miasta Człuchowa
Chorągiew miasta Bartoszyc
Chorągiew komturii i miasta Ostródy
Chorągiew komturii i miasta Szczytna
Chorągiew komturii i miasta Ragnety
Chorągiew Starego Miasta Królewca
Chorągiew zaciężnych rycerzy nadreńskich, niemieckich i łużyckich.
Chorągiew wójtostwa i miasta Tczewa
Chorągiew miasta Olsztyna lub Melzaku (czyli kapituły warmińskiej)
Chorągiew zaciężnych rycerzy z Miśni
Chorągiew komturii i miasta Pokarmin (Brandenburg)
Chorągiew księcia słupskiego i szczecińskiego Kazimierza V
Chorągiew rycerstwa ziemi chełmińskiej
Chorągiew komturii i miasta Gdańska
Chorągiew komturii gdańskiej
Chorągiew biskupa warmińskiego
Chorągiew Henryka V von Plauen (zdobyta pod Koronowem w październiku 1410 roku[6])
Chorągiew komturii i miasta Torunia
Druga chorągiew komturii gdańskiej
Chorągiew komturii i miasta Gniewa
Chorągiew miasta Świętej Siekierki
Chorągiew miasta Brunszwiku
Awers chorągwi Mistrza inflanckiego (zdobyta pod Dąbkami w 1431 roku)
Rewers chorągwi Mistrza inflanckiego (zdobyta pod Dąbkami w 1431 roku)
Chorągiew miasta Ascheraden (zdobyta pod Dąbkami w 1431 roku)
Chorągiew miasta Fellin (zdobyta pod Dąbkami w 1431 roku)
Druga chorągiew miasta Fellin (zdobyta pod Dąbkami w 1431 roku)